# 西志賀町
西志賀町（にししがちょう）は、愛知県名古屋市北区・西区にまたがってある地名。現行行政地名は北区西志賀町1丁目から西志賀町5丁目と西区西志賀町は字が1つある。住居表示未実施。

## 地理
西春日井郡西志賀村をルーツとする地名で、北区から西区にかかって存在していたが、西区西志賀町は各町に編入され、字中流が残るのみである。北区西志賀町は北区西部に位置している。東は金城・西は西区貝田町・南は駒止町・北は平手町に接する。西区西志賀町は西区中央部に位置し、東は城北町・西から北は庄内通・南は浄心本通に接している。

## 歴史

### 町名の由来
西志賀村・金城村大字西志賀に由来する。志賀の名は、水辺の波の「皺（しわ）」に由来すると言う説と、「湿（しる）き陸」の「か」（場所）の略で湿地帯を指す地名であるという説が示されている。

### 沿革
- 戦国時代 - 尾張国春日井郡に属する西志賀郷として史料上に散見される[9]。
- 江戸時代 - 尾張国春日井郡の尾張藩領大代官所支配の西志賀村として所在[10]。
- 1880年（明治13年） - 西春日井郡成立に伴い、同郡に所属[10]。
- 1889年（明治22年） - 金城村成立に伴い、同村の大字西志賀となる[10]。
- 1921年（大正10年）8月22日 - 合併に伴い、西春日井郡金城村大字西志賀が名古屋市西区西志賀町となる[1]。
- 1942年（昭和17年） - 一部が西区天塚町に編入[10]。
- 1944年（昭和19年）2月11日 - 北区成立に伴い、西区西志賀町・北区西志賀町に分かれる[10]。
- 1945年（昭和20年）1月1日 - 以下のように北区金城町・中丸町・浪打町・萩野通・水草町と境界変更を行う[1]。
  - 字揚戸の一部を金城町へ編入。
  - 字機場・地蔵堂・揚戸の各一部を中丸町1-3丁目に編入。
  - 字土島の一部を浪打町・萩野通に編入。
  - 字土島・揚戸の各一部を水草町1-2丁目に編入。
- 1952年（昭和27年）12月20日 - 北区金城町・駒止町・敷島町との境界変更を行う[1]。
  - 字三ノ藪の一部を金城町に編入。
  - 字三ノ藪・中筋・茨ヶ下の各一部を駒止町1-2丁目に編入。
  - 字観音前・三ノ藪の各一部を敷島町に編入。
- 1954年（昭和29年） - 西区西志賀町が西区秩父通・城北町・貝田町・上名古屋町となる[10]。
- 1954年（昭和29年）5月1日 - 1-5丁目を設定し、金城町・駒止町・敷島町・平手町・元志賀町・八代町との境界変更を行う[1]。
  - 字萬町・杁下・茨ヶ下・四反田・中筋・揚戸・曽根・三ノ藪の各一部をもって西志賀町1-5丁目とする。
  - 字揚戸・曽根・三ノ藪の各一部を金城町2丁目に編入。
  - 字中筋・茨ヶ下・三ノ藪の各一部を駒止町1-2丁目に編入。
  - 字観音前・三ノ藪の各一部を敷島町に編入。
  - 字四反田・機場・地蔵堂・萬町の各一部を平手町1-2丁目に編入。
  - 字観音前・八幡裏・揚戸・曽根・三ノ藪・石田の各一部を元志賀町1-2丁目に編入。
  - 字石田・八幡裏・土島・揚戸の各一部を八代町1-2丁目に編入。
- 1978年（昭和53年）11月26日 - 字観音前65・70番地を元志賀町2丁目に編入[11]。

### 字一覧
西春日井郡西志賀村当時は以下の字が存在した。また、現在北区域となっている字に限っては『北区 私たちのまち』により現在町名を補った。
| 字名     | 読み           | 現在町名(北区分)                                                 |
| -------- | -------------- | ---------------------------------------------------------------- |
| 観音前   | かんのんまえ   | 敷島町・元志賀町の各一部。                                       |
| 八幡裏   | はちまんうら   | 元志賀町・八代町の各一部。                                       |
| 石田     | いしだ         | 元志賀町・八代町の各一部。                                       |
| 土島     | どうしま       | 浪打町・萩野通・水草町・八代町の各一部。                         |
| 揚戸     | あげど         | 金城町・中丸町・水草町・北区西志賀町・元志賀町・八代町の各一部。 |
| 曽根     | そね           | 西志賀町・金城町・元志賀町の各一部。                             |
| 三ノ藪   | さんのやぶ     | 金城町・駒止町・敷島町・西志賀町・元志賀町の各一部。             |
| 中筋     | なかすじ       | 駒止町・西志賀町の各一部。                                       |
| 四反田   | したんだ       | 西志賀町・平手町の各一部。                                       |
| 機場     | はさば         | 中丸町・平手町の各一部。                                         |
| 地蔵堂   | じぞうどう     | 中丸町・平手町の各一部。                                         |
| 万町     | まんちょう     |                                                                  |
| 杁下     | いりした       | 北区西志賀町の一部                                               |
| 茨ヶ下   | いばらがした   | 駒止町・西志賀町の各一部。                                       |
| 舟人作り | せんとうづくり |                                                                  |
| 貝塚     | かいづか       |                                                                  |
| 六反地   | ろくたんじ     |                                                                  |
| 名古屋田 | なごやだ       |                                                                  |
| 尼塚     | あまづか       |                                                                  |
| 向流     | むこうながれ   |                                                                  |
| 鑓田     | やりだ         |                                                                  |
| 宝禄     | ほうろく       |                                                                  |
| 中流     | ちゅうながれ   |                                                                  |

## 世帯数と人口
2019年（平成31年）1月1日現在の世帯数と人口は以下の通りである。
| 区   | 町丁     | 世帯数  | 人口    |
| ---- | -------- | ------- | ------- |
| 北区 | 西志賀町 | 801世帯 | 1,693人 |

## 学区
市立小・中学校に通う場合、学校等は以下の通りとなる。また、公立高等学校に通う場合の学区は以下の通りとなる。
| 区   | 町丁     | 番・番地等 | 小学校               | 中学校               | 高等学校 |
| ---- | -------- | ---------- | -------------------- | -------------------- | -------- |
| 北区 | 西志賀町 | 全域       | 名古屋市立金城小学校 | 名古屋市立志賀中学校 | 尾張学区 |

## 交通

### バス
- 名古屋市営バス（名古屋市交通局）
  - 志賀公園前停留所[15]
    - ウのりば - ■幹栄1号系統（如意住宅行）・■名駅15号系統（名古屋駅行）・■栄11号系統（栄行）

## 施設
- 日本長老教会志賀キリスト教会
- トヨタカローラ愛豊

2020年（令和2年）4月28日に北区中丸町に移転。
- 双葉どんぐりひろば[17]

## 史跡
- 西志賀貝塚 - 西区貝田町にかけて所在する。

## その他

### 日本郵便
- 集配担当する郵便局は以下の通りである[18]。

| 区   | 町丁     | 郵便番号 | 郵便局         |
| ---- | -------- | -------- | -------------- |
| 北区 | 西志賀町 | 462-0058 | 名古屋北郵便局 |
| 西区 | 西志賀町 | 451-0027 | 名古屋西郵便局 |